# گرچن والش
گرچن والش (زاده ۲۹ ژانویه ۲۰۰۳) یک شناگر رقابتی آمریکایی و دارنده رکورد جهانی در ماده ۱۰۰ متر پروانه، ۴×۱۰۰ امدادی مختلط و مختلط ۴×۱۰۰ مختلط است. او مدال نقره ۱۰۰ متر پروانه را در بازی‌های المپیک تابستانی ۲۰۲۴ پاریس به دست آورد و در نیمه نهایی نیز با زمان ۵۵٫۳۸ رکورد المپیک در ماده ۱۰۰ متر پروانه را به نام خود ثبت کرد. او همچنین دارای یک رکورد جهانی نوجوانان در ماده امدادی مختلط ۴×۱۰۰ و همچنین رکوردهای آمریکا در ۵۰ متر پروانه، ۴×۱۰۰ متر امدادی آزاد، ۴×۱۰۰ متر امدادی مختلط، ۵۰ یارد آزاد، ۱۰۰ یارد آزاد است. پروانه ۱۰۰ یاردی، کرال پشت ۱۰۰ یارد، امدادی آزاد ۴×۵۰ یاردی، امدادی مختلط ۴×۵۰ یاردی، امدادی آزاد ۴×۱۰۰ و امدادی مختلط ۴×۱۰۰ یارد.

## اوایل زندگی و تحصیلات
والش در ۲۹ ژانویه ۲۰۰۳ از مادرش گلینیس والش و پدرش رابرت والش به دنیا آمد. او یک خواهر بزرگتر به نام الکس دارد که او نیز یک شناگر است. وی در مدرسه هارپث هال در نشویل، تنسی درس می‌خواند و در تیم شنای دبیرستان به رقابت پرداخت و رکوردهای ملی دبیرستان را در ۵۰ یارد سبک آزاد و ۱۰۰ یارد آزاد و برنده عناوین قهرمانی ایالتی در چندین رویداد به دست آورد.
در پاییز ۲۰۲۱، والش وارد دانشگاه ویرجینیا شد. به عنوان بخشی از تیم شنا و غواصی ویرجینیا کاوالیرز به صورت دانشگاهی رقابت می‌کند.

## حرفه

### ۲۰۱۵–۲۰۱۷: موفقیت اولیه شغلی
در سال ۲۰۱۵، والش پس از کسب اولین مقام خود در مسابقات ملی نوجوانان در سن ۱۲ سالگی، توجه سویم سوام را به خود جلب کرد. او جوانترین شناگری بود که در سال ۲۰۱۶ به مسابقات المپیک ۲۰۱۶ ایالات متحده واجد شرایط شد. او علاوه بر اینکه جوانترین بازیکن مقدماتی بود، تنها با ۱۳ سال سن، جوانترین شناگری بود که در مسابقات المپیک شرکت کرد، جایی که در زمان مسابقه ۱۳ سال و ۴ ماه و ۱۳ روز داشت. والش در یک مسابقه که برای رقابت در ۵۰ متر آزاد راه یافت، با زمان ۲۶٫۵۵ ثانیه به پایان رسید و در مجموع ۱۲۵ شد.
در دسامبر ۲۰۱۷، والش رکورد گروه سنی ملی خود را در ۵۰ یارد آزاد برای رده سنی ۱۳ تا ۱۴ دختران با زمان ۲۲ ثانیه در فینال مسابقات قهرمانی ملی جوانان اسپیدو در ناکسویل شکست. چهار ماه بعد، در مارس ۲۰۱۸ و زمانی که ۱۵ سال داشت، والش جوانترین شناگر زن آمریکایی شد که مسابقه ۵۰ یارد آزاد را در کمتر از ۲۲٫۰۰ ثانیه با زمان ۲۱٫۸۵ ثانیه شنا کرد که همچنین رکوردهای قبلی گروه سنی ملی را شکست. این رویداد برای گروه سنی دختران ۱۵ تا ۱۶ سال توسط سیمون مانوئل و کیت داگلاس در ساعت ۲۲٫۰۴ در تاریخ‌های مختلف برگزار می‌شود.

### ۲۰۱۸–۲۰۲۰: شکست در مسابقات بین‌المللی
در سال ۲۰۱۸، والش در چهار ماده انفرادی به مسابقات قهرمانی شنای نوجوانان پان پاسیفیک ۲۰۱۸ در سووا، فیجی راه یافت و در نتیجه برای شنا در چهار رله انتخاب شد. این اولین باری بود که او نماینده ایالات متحده در سطح بین‌المللی بود.

### مسابقات قهرمانی نوجوانان پان پاسیفیک ۲۰۱۸
در فیجی، والش مدال طلا را به دست آورد و رکورد قهرمانی در ماده ۱۰۰ متر آزاد را در اولین شب مسابقه با زمان ۵۴٫۴۷ ثانیه شکست که رکورد قبلی مسابقات قهرمانی ۵۴٫۶۰ ثانیه را که سیمون مانوئل در سال ۲۰۱۲ در سال ۲۰۱۲ ثبت کرده بود را بیش از یک دهم کاهش داد. یک ثانیه علاوه بر اولین مدال طلا، والش در رله ۴×۱۰۰ متر مختلط، ۴×۱۰۰ متر مختلط مختلط، ۴×۱۰۰ متر امدادی آزاد و ۴×۲۰۰ متر امدادی آزاد، مدال نقره کسب کرد. ۵۰ متر آزاد و در ۲۰۰ متر آزاد دوازدهم و در ۱۰۰ متر پروانه شانزدهم شد.

### ۲۰۱۹
والش که به عنوان بخشی از باشگاه آبی نشویل در مسابقه برتر اسپیدو ساوترن  در ناکسویل ۲۰۱۹ شرکت کرد، رکورد ۴۷٫۷۳ ثانیه ۴۷٫۷۳ ثانیه در رده سنی ۱۵ تا ۱۶ دختران در رده سنی رده سنی ملی را در ۱۰۰ یارد آزاد در سال ۲۰۱۳ توسط سیمون مانوئل با زمان ۴۷٫۴۹ شکست. ثانیه در ماه مه سال 2019، سوییم‌سوام  والش را به عنوان سرباز شماره یک اتحادیه ملی ورزش دانشگاهی از تمام شناگران در سراسر ایالات متحده در کلاس فارغ‌التحصیلی دبیرستان در سال ۲۰۲۱ رتبه‌بندی کرد.